# Livet enligt Rosa
Livet enligt Rosa är en svensk tecknad serie av Måns Gahrton och Johan Unenge, ursprungligen publicerad i Kamratposten mellan 2003 och 2008. Titelfiguren, Rosa, är en tolvårig Stockholms-tjej med popidol-drömmar.
Serien blev 2005 en bokserie och TV-serie och därefter en långfilm 2007 vid namn Rosa: The Movie.